# 坂本武
坂本 武（さかもと たけし、1899年（明治32年）9月21日 - 1974年（昭和49年）5月10日）は、日本の俳優。本名は永石 武平。
松竹蒲田撮影所で軽妙な脇役として活躍し、斎藤寅次郎監督らによる短篇喜劇映画に多く出演した。小津安二郎監督作品にも常連出演し、『出来ごころ』『浮草物語』などの「喜八もの」では主人公の喜八を演じて人気を得た。上記以外の出演作品に『カルメン故郷に帰る』『煙突の見える場所』など。

## 来歴・人物
1899年（明治32年）9月21日、兵庫県赤穂郡坂越村（現在の赤穂市坂越）に、漁師の父・安吉と母・ます江の5人兄弟の長男として生まれる。坂越尋常高等小学校卒業後、大阪の時計店に勤めるうち、松旭斎天勝一座の奇術を観に行き、舞台からの呼びかけに奇術の相手として飛び入り出演する。それで芸人志望が昂じ、1921年（大正10年）に地方巡業の旅一座に入る。
1923年（大正12年）、一座が解散し、松竹下加茂撮影所へ仕事を貰いに行ったところ、たまたま高所から川に飛び込む役を俳優たちが尻込みしているのを見て、即座に志願してやってのけた。これを買われて同年に松竹下加茂に入社する。役らしい役も付かぬまま1924年（大正13年）に下加茂撮影所閉鎖で蒲田撮影所時代劇部に移り、斎藤寅次郎監督の『桂小五郎と幾松』『島原美少年録』などに敵役として売り出し、この間に斎藤監督のきわもの映画『噫河野巡査』では、当時殺人犯として有名だった鬼熊こと岩淵熊次郎を演じて話題となった。
1927年（昭和2年）11月5日、蒲田撮影所の時代劇部が廃止され、それに伴って現代劇に転向。城戸四郎撮影所長が推進する短篇喜劇で斎藤達雄、飯田蝶子、渡辺篤らとともに活躍する。特に斎藤・小津安二郎・佐々木恒次郎監督作品に多く出演し、斎藤監督作品では『浮気征伐』『石川五右衛門の法事』『熊の八つ切り事件』など、佐々木監督作品では『男に御用心』『ちょっと出ました三角野郎』などに出演する。小津監督作品では、『若人の夢』『カボチヤ』『会社員生活』『突貫小僧』『大人の見る繪本 生れてはみたけれど』などで庶民的な役を器用にこなし、小津映画に欠かせないバイプレーヤーとして独特の好演を見せた。1933年（昭和8年）1月、小林十九二とともに幹部待遇に昇進する。同年公開の『出来ごころ』に始まり、『浮草物語』『箱入娘』『東京の宿』へと続く小津監督の「喜八もの」では、主人公の喜八を演じ、下町庶民の哀歓を細やかに演じた。短篇喜劇以外にも、牛原虚彦監督・鈴木傳明主演の『彼と東京』『彼と田園』、五所平之助監督の『マダムと女房』、島津保次郎監督の『家族会議』、清水宏監督の『風の中の子供』など多数の作品に出演する。1935年（昭和10年）1月、小林・大日方傳・坪内美子らとともに幹部に昇格する。

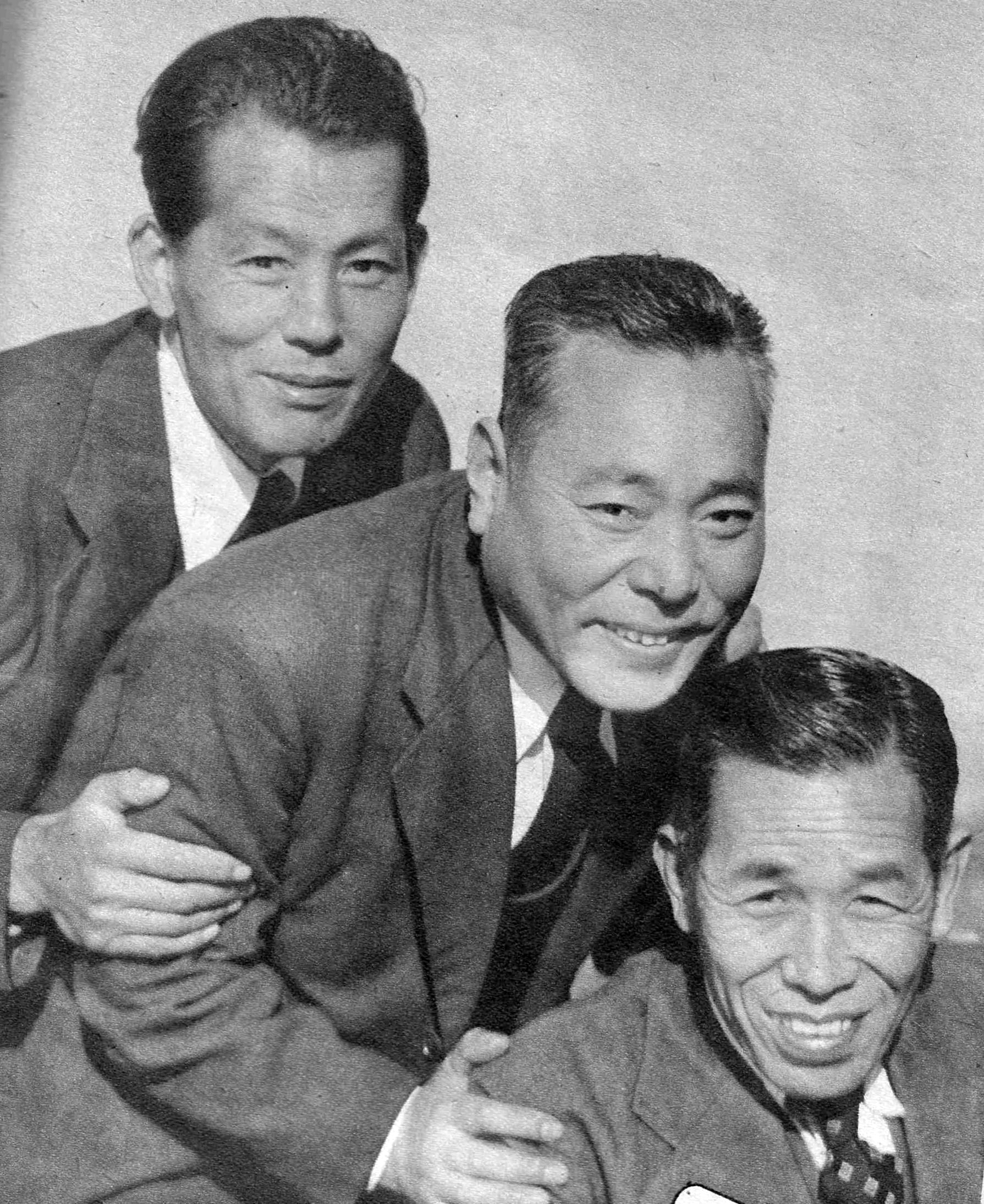
「笠智衆、坂本武、河村黎吉（1950年）

戦後は、小津監督の『長屋紳士録』で再び喜八役で登場したほか、木下惠介監督の『カルメン故郷に帰る』などに出演。1953年（昭和28年）からフリーとなり、翌1954年（昭和29年）には佐野周二らの俳優集団・まどかグループに所属する。1958年（昭和33年）には東宝と契約して映画出演を続け、テレビドラマにも進出した。
1966年（昭和41年）5月7日、ドラマ『青春とはなんだ』の撮影中に倒れて現役を引退し、1974年（昭和49年）5月10日、心不全のため福岡県宗像郡玄海町（現在の宗像市）の長女宅で死去。74歳没。没後、勲四等瑞宝章追贈。

## 出演作品

### 映画
◎印は小津安二郎監督作品。
- 女と海賊（1923年、松竹キネマ）

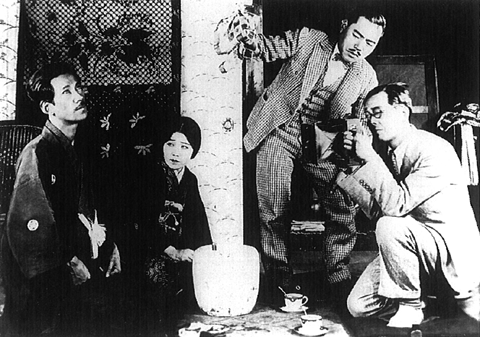
『肉体美』（1928年）
左から斎藤達雄、飯田蝶子、坂本、日守新一。

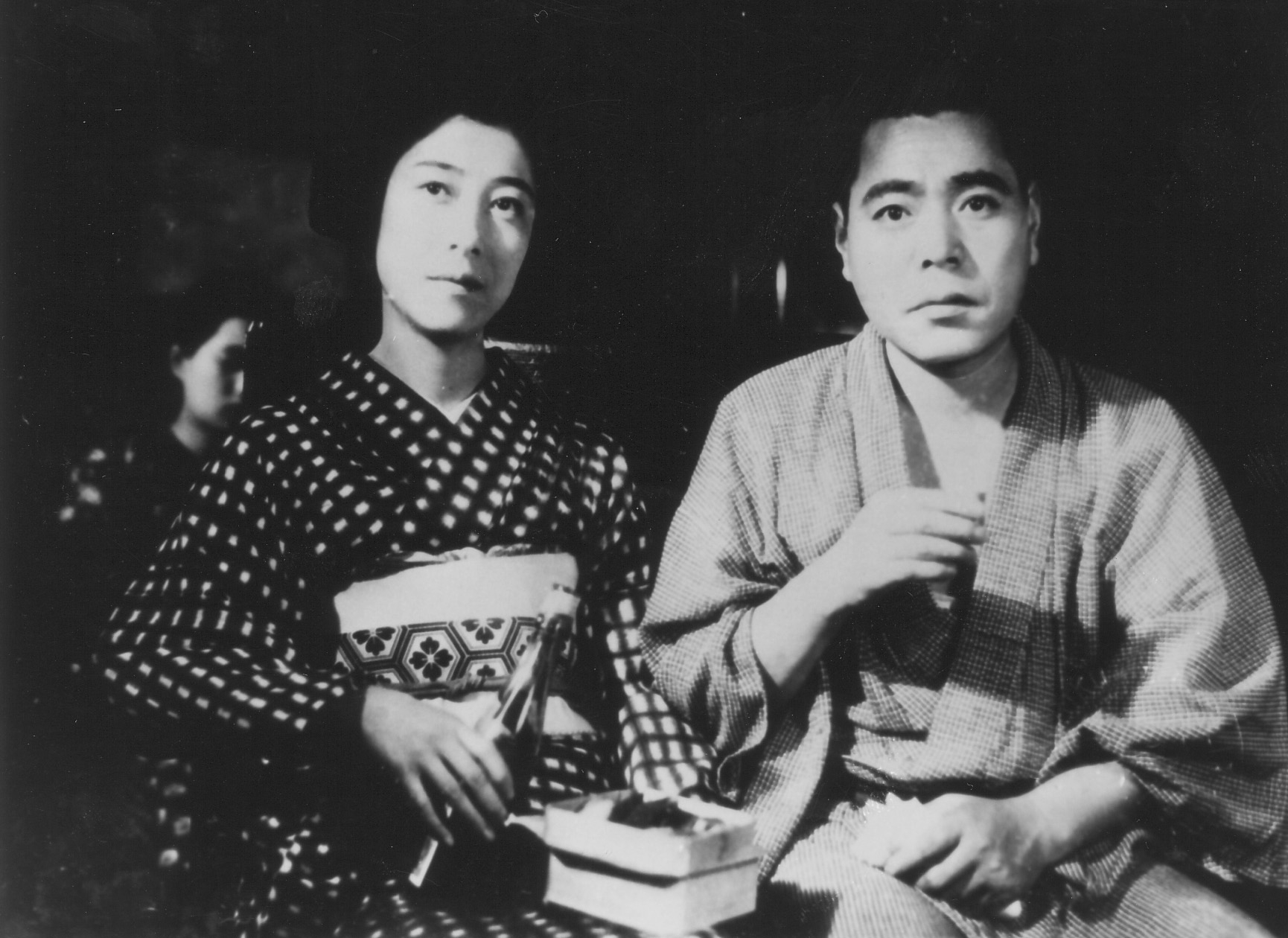
『浮草物語』（1934年）
左は八雲理恵子

- 義人の刃（1925年、松竹キネマ） - 相良
- 落武者（1925年、松竹キネマ） - 加藤
- 女坂崎（1926年、松竹キネマ）
- 東海道膝栗毛（1926年、松竹キネマ） - 茶店の亭主
- 桂小五郎と幾松（1926年、松竹キネマ）
- 仇討同志（1926年、松竹キネマ）
- 黒髪夜叉（1926年、松竹キネマ）
- 噫河野巡査（1926年、松竹キネマ）
- 侠妓美弥吉（1926年、松竹キネマ） - 権九郎
- 暗闇（1927年、松竹キネマ）
- 艶魔（1927年、松竹キネマ） - 祈祷師道心
- 白虎隊（1927年、松竹キネマ） - 間諜
- 恋慕夜叉（1927年、松竹キネマ） - 馬場権八郎
- 秋草燈籠（1927年、松竹キネマ） - 瘤の権右衛門
- むささびの三吉（1927年、松竹キネマ） - 本庄甚右衛門
- 仇討違い（1927年、松竹キネマ）
- 先生と其娘（1927年、松竹キネマ） - 教員
- 不景気征伐（1927年、松竹キネマ） - 旦那
- 出世の近道（1927年、松竹キネマ） - 酔漢
- 浮気征伐（1928年、松竹キネマ）
- 姑花嫁奮戦記（1928年、松竹キネマ）
- 活動狂（1928年、松竹キネマ）
- 縁は異なるもの（1928年、松竹キネマ）
- 急げや急げ（1928年、松竹キネマ）
- 美人かし間（1928年、松竹キネマ） - 車夫
- ◎若人の夢（1928年、松竹キネマ） - 岡田の父
- ◎カボチヤ（1928年、松竹キネマ） - 社長
- 妻君廃業（1928年、松竹キネマ）
- 彼と田園（1928年、松竹キネマ）
- ◎女房紛失（1928年、松竹キネマ） - 伯父
- 陸の王者（1928年、松竹キネマ） - 床屋の金さん
- 彼と東京（1928年、松竹キネマ）
- 拾った花嫁（1928年、松竹キネマ） - 村長
- 飛行機花婿（1928年、松竹キネマ）
- 三日目の女（1928年、松竹キネマ）
- 森の鍛冶屋（1929年、松竹キネマ） - 学校の先生
- 珍客往来（1929年、松竹キネマ）
- 彼と人生（1929年、松竹キネマ） - 陸軍大将
- ◎学生ロマンス 若き日（1929年、松竹キネマ） - 教授
- 大都会 労働篇（1929年、松竹キネマ） - 笠松
- 愛して頂戴（1929年、松竹キネマ）
- 現代婿選び（1929年、松竹キネマ）
- モダン怪談100,000,000円（1929年、松竹キネマ） - 大原邦造
- ◎大学は出たけれど（1929年、松竹キネマ） - 秘書
- 山の凱歌（1929年、松竹キネマ） - 魚徳
- 親父とその子（1929年、松竹キネマ） - 助役水原
- 裏町の大将（1929年、松竹キネマ）
- ◎会社員生活（1929年、松竹キネマ） - 友人
- 未完成の恋（1929年、松竹キネマ）
- ◎突貫小僧（1929年、松竹キネマ） - 親分権寅
- 全部精神異状あり（1929年、松竹キネマ） - 居酒屋源さん
- ちょっと出ました三角野郎（1930年、松竹キネマ） - 山下村村長
- ◎朗かに歩め（1930年、松竹キネマ） - 小野社長
- 進軍（1930年、松竹キネマ） - 将校A
- 不景気時代（1930年、松竹キネマ） - 吉田老人
- 岐路に立ちて（1930年、松竹キネマ） - 村の小学校長
- 尻に敷かれて（1930年、松竹キネマ）
- 石川五右衛門の法事（1930年、松竹キネマ） - 古谷源蔵
- モダン奥様（1930年、松竹キネマ）
- 愛は力だ（1930年、松竹キネマ） - 不良の紳士・村山
- カフェーの夫婦（1930年、松竹キネマ）
- ◎足に触った幸運（1930年、松竹キネマ） - 課長
- 若者よなぜ泣くか（1930年、松竹キネマ） - 赤沢
- 煙突男（1930年、松竹キネマ）
- 精力女房（1931年、松竹キネマ）
- ◎淑女と髯（1931年、松竹キネマ） - 家令
- 公認駆落商売（1931年、松竹キネマ）
- この穴を見よ（1931年、松竹キネマ）
- 街の浮浪者（1931年、松竹キネマ）
- 首よけ地蔵（1931年、松竹キネマ）
- マダムと女房（1931年、松竹キネマ） - 運転手
- ◎東京の合唱（1931年、松竹キネマ） - 老社員山田
- 昇給と花嫁（1931年、松竹キネマ）
- 隣の屋根の下（1931年、松竹キネマ） - 課長・島村
- 令嬢と与太者（1931年、松竹キネマ） - 浅野市郎
- ◎春は御婦人から（1932年、松竹キネマ） - 坂口洋服店主
- 七つの海（1932年、松竹キネマ） - 大阪支店長根津
- 満州行進曲（1932年、松竹キネマ） - 班長
- 陽気なお嬢さん（1932年、松竹キネマ） - 社長
- ◎大人の見る繪本 生れてはみたけれど（1932年、松竹キネマ） - 重役
- 恋愛御法度会社（1932年、松竹キネマ）
- 戦争と与太者（1932年、松竹キネマ）
- 愛の防風林（1932年、松竹キネマ） - 八州の勘太郎
- ◎青春の夢いまいづこ（1932年、松竹キネマ） - 大学の小使
- 与太者と縁談（1932年、松竹キネマ） - 金五郎
- 学生街の花形（1932年、松竹キネマ） - 剣道部員・宮本
- 暴風帯（1932年、松竹キネマ） - 村瀬社長
- 琵琶歌（1932年、松竹キネマ） - 八五郎
- 花嫁の寝言（1933年、松竹キネマ） - 泥棒
- 与太者と芸者（1933年、松竹キネマ） - 坂本武平
- 恋の花咲く 伊豆の踊子（1933年、松竹キネマ） - 遊客服部
- 大変な処女（1933年、松竹キネマ）
- 彼女と金塊（1933年、松竹キネマ）
- 夜ごとの夢（1933年、松竹キネマ） - 船長
- 応援団長の恋（1933年、松竹キネマ） - 床屋の親方
- ◎出来ごころ（1933年、松竹キネマ） - 喜八
- 和製キング・コング（1933年、松竹キネマ） - 横島
- 嬉しい頃（1933年、松竹キネマ） - 伯父良吉
- 大学の若旦那（1933年、松竹キネマ） - 藤井の叔父村木
- 沈丁花（1933年、松竹キネマ） - 下宿の親爺
- 女学生と与太者（1933年、松竹キネマ） - 近藤憲三
- ラッパと娘（1933年、松竹キネマ）
- 玄関番とお嬢さん（1934年、松竹キネマ） - 三太夫
- 東洋の母（1934年、松竹キネマ） - 船長安川
- 婦系図（1934年、松竹キネマ） - 夜店のおやじ
- 恋を知りそめ申し候（1934年、松竹キネマ） - 商事会社社長井上
- 大学の若旦那・武勇伝（1934年、松竹キネマ） - 番頭金どん
- 限りなき舗道（1934年、松竹キネマ） - 似顔描きの客
- 新婚旅行（1934年、松竹キネマ）
- 大学の若旦那・太平楽（1934年、松竹キネマ） - 醤油問屋金兵衛
- その夜の女（1934年、松竹キネマ）
- ◎浮草物語（1934年、松竹キネマ） - 喜八
- 春江の結婚（1934年、松竹キネマ） - 島村民之助
- 私の兄さん（1934年、松竹キネマ） - 運転手永松
- 大学の若旦那・日本晴れ（1934年、松竹キネマ） - 父金兵衛
- ◎箱入娘（1935年、松竹キネマ） - 喜八
- 若旦那 春爛漫（1935年、松竹キネマ） - 父江戸屋金兵衛
- 彼と彼女と少年達（1935年、松竹キネマ） - 床チビの父
- 春琴抄 お琴と佐助（1935年、松竹キネマ） - 正吉
- 大学の親方（1935年、松竹キネマ）
- ◎東京の宿（1935年、松竹キネマ） - 喜八
- 人生のお荷物（1935年、松竹キネマ）
- 奥様借用書（1935年、松竹キネマ）
- 若旦那 百万石（1936年、松竹キネマ） - 父万兵衛
- ◎大学よいとこ（1936年、松竹キネマ） - 教官
- 家族会議（1936年、松竹キネマ） - 花十
- 愛の法則（1936年、松竹キネマ）
- お芙美の評判（1936年、松竹キネマ）
- 結婚の条件（1936年、松竹キネマ）
- 男性対女性（1936年、松竹キネマ） - 牧場の男
- 人妻椿（1936年、松竹キネマ） - 大工徳三郎
- ◎淑女は何を忘れたか（1937年、松竹キネマ） - 牛込の重役
- 女医絹代先生（1937年、松竹） - 山岡鉄斎
- 風の中の子供（1937年、松竹） - おぢさん
- 歌へ歓呼の春（1937年、松竹） - 水野氏
- 奥様に知らすべからず（1937年、松竹大船） - 川田氏 役
- 新家庭暦（1938年、松竹） - 叔父
- 愛より愛へ（1938年、松竹） - 茂夫の叔父
- 按摩と女（1938年、松竹） - 鯨や主人
- 愛染かつら（1938年、松竹） - 吉川副院長
- 明朗親子総動員（1938年、松竹）
- 家庭日記（1938年、松竹） - 巡査
- 子供の四季（1939年、松竹） - 祖父
- 兄とその妹（1939年、松竹） - 有田新造
- 大陸の花嫁（1939年、松竹）
- 若旦那 ここにあり（1939年、松竹）
- 五人の兄妹（1939年、松竹） - 大勝堂主人
- 若旦那 武者修行（1939年、松竹）
- 純情二重奏（1939年、松竹） - 落語家
- 新しき家族（1939年、松竹） - 利吉
- 暖流（1939年、松竹） - 相良
- 征戦愛馬譜 暁に祈る（1940年、松竹） - 文三
- 美しき隣人（1940年、松竹） - 村長
- 木石（1940年、松竹） - 所長
- 冬木博士の家族（1940年、松竹） - 源吉
- 舞台姿（1940年、松竹） - 義太夫語り
- 西住戦車長伝（1940年、松竹） - 後藤一等兵
- みかへりの塔（1941年、松竹） - 多美子の父
- ◎戸田家の兄妹（1941年、松竹） - 骨董屋
- 簪（1941年、松竹） - 宿の亭主
- ◎父ありき（1942年、松竹） - 平田真琴
- 高原の月（1942年5月14日、松竹） - 相川佐平
- 花咲く港（1943年、松竹） - 村長
- 敵機空襲（1943年、松竹）
- 生きてゐる孫六（1943年、松竹） - 花井周平
- 必勝歌（1945年、松竹） - 父
- はたちの青春（1946年、松竹） - 森田
- ◎長屋紳士録（1947年、松竹） - 喜八
- シミキンの結婚選手（1948年、松竹） - 叔父
- シミキンの探偵王（1948年、松竹） - 父幸吉
- 野球狂時代（1948年、東横映画） - 食堂主人
- ◎風の中の牝雞（1948年、松竹） - 酒井彦三
- 幽霊暁に死す（1948年、新演伎座） - 井上巡査
- お嬢さん乾杯!（1949年、松竹） - 専務
- 別れのタンゴ（1949年、松竹） - 叔父勇作
- 女優と名探偵（1950年、松竹） - 管理人
- カルメン故郷に帰る（1951年、松竹） - 青山正一
- 天明太郎（1951年、松竹） - 村松弥吉
- 少年期（1951年、松竹） - 古河老人
- 海の花火（1951年、松竹） - 相川仁吉
- 命美わし（1951年、松竹） - 高山
- カルメン純情す（1952年、松竹） - ラッキーの親爺
- 夏子の冒険（1953年、松竹） - 大牛田十造
- 嫁ぐ今宵に（1953年、新映プロ） - 大原捨吉
- 煙突の見える場所（1953年、新東宝） - 河村徳治
- お嬢さん社長（1953年、松竹） - 桜川一八
- 右門捕物帖 まぼろし変化（1954年、宝塚映画） - あばたの敬四郎
- 鶏はふたたび鳴く（1954年、新東宝） - 通称バクさん
- たけくらべ（1955年、新芸術プロ） - 鉄
- 遠い雲（1955年、松竹） - 弥吉
- 次男坊故郷へ行く（1956年、松竹） - 駅長
- 野郎ども表へ出ろ（1956年、東映） - 大庭巡査
- 恐妻一代（1956年、松竹） - 大林係長
- 台風騒動記（1956年、まどかプロ）
- あらくれ（1957年、東宝） - 養父喜助
- 喜びも悲しみも幾歳月（1958年、松竹） - 郵便局長
- 裸の大将（1958年、東宝） - 爺さん
- 三羽烏三代記（1959年、松竹） - そばやの主人
- 続々べらんめえ芸者（1960年、東映） - すし源親父源八
- 喜劇 駅前弁当（1961年、東京映画） - 弁当屋支配人・千造
- 守屋浩の三度笠シリーズ 泣きとうござんす（1961年、東宝） - 赤べこ庄助
- ちいさこべ（1962年、東映） - 兼六
- 二人で歩いた幾春秋（1962年、松竹） - 床屋のおやじ
- 暗黒街最後の日（1962年、東映） - 栄屋主人
- 死闘の伝説（1963年、松竹） - 源さん
- 関の弥太っぺ（1963年、東映） - 桂川の茶店の爺
- おかしな奴（1963年、東映） - 春藤喜一
- 日本一のホラ吹き男（1964年、東宝） - 本屋のおやじ
- 白日夢（1964年、第三プロ） - デパートの守衛
- 冷飯とおさんとちゃん（1965年、東映） - 呑み屋の親爺・源平

### テレビドラマ
- ウロコ座（KR）
  - 第61回「遠い星」（1957年）
  - 第77・78回「声」（1958年）
  - 第105・106回「中山七里」（1958年）
  - 第118・119回「馬がものいう」（1958年）
- ダイヤル110番（NTV）
  - 第12話「銃口」（1957年）
  - 第21話「ニセ千円札ご注意」（1958年）
- プラネタリウム劇場 / わが町（1958年、NTV）
- お好み日曜座（NHK）
  - 花咲く港（1958年）
  - 貸別荘とお嬢さん（1958年）
- サンヨーテレビ劇場（KR）
  - 父ありき（1958年）
  - 私は貝になりたい（1958年） - 近所の仲間
  - トイレット部長（1960年）
- 東芝日曜劇場（TBS）
  - 第93回「橋づくし」（1958年）
  - 第95回「わがうえの星は見えず」（1958年）
  - 第106回「別れ囃子」（1958年）
  - 第202回「お犬さま係」（1960年）
  - 第210回「坂の多い町」（1960年） - パン屋の主人
- おかあさん（KR）
  - 第1シリーズ 第3回「ひぐらしの宿」（1958年）
  - 第1シリーズ 第6回「秋晴れて」（1958年）
  - 第1シリーズ 第17回「また来る年も」（1958年）
  - 第2シリーズ 第178回「藪山茶」（1963年）
  - 第2シリーズ 第242回「タニシ、タニシ、タニシ」（1964年）
- ドキュメンタリードラマ・裁判 / 父の唄（1959年、KR）
- 雑草の歌（NTV）
  - 第44回「梅ほころぶ頃」（1959年）
  - 第59回「鉛の十字架」（1959年）
  - 第73回「隣のおばさん」（1959年）
  - 第90回「鐘の音は消えない」（1959年）
  - 第112回「みどりの風」（1960年）
- 東芝家族劇場 第9回「プリンス岩戸を開く」（1959年、NET）
- スリラー劇場・夜のプリズム（NTV）
  - 第21回「失われた過去」（1959年）
  - 第58回「ナロハネ105号車」（1960年）
  - 第98回「暗黒への脱出」（1960年、NTV）
- 風流交差点 / 夫婦松（1959年、NTV）
- 母と子 第36回「ごめの歌」（1959年、KR）
- この空の下に（NTV）
  - 第7回「明日もまた」（1960年）
  - 第21回「春と髪の毛」（1960年）
- ゴールドステージ / 雨あがる（1960年、NTV）
- 指名手配（NET）
  - 第22・23回「追われる者」（1960年）
  - 第30・31回「嵐の前」（1960年）
- 灰色のシリーズ 第1・2回「少女の眼」（1960年、NHK）
- カメラマン物語 第20回「ある話」（1960年、KR）
- 廻れ人生 第18回「夜の猟銃」（1960年、NTV）
- 剣豪秘伝 第29・30回「神子上典膳」（1960年、NET）
- 愛の劇場 第50回「あひる」（1960年、NTV）
- 源氏鶏太シリーズ / 社員食堂開設（1960年、KR）
- 東レサンデーステージ（NTV）
  - 第16回「或る屋根の下」（1960年）
  - 第38回「部長とその秘書」（1961年）
- ゴールデン劇場 / 大学の騎士道（1960年、NTV）
- 冨士ホーム劇場 / 私の家族（1961年、CX）
- テレビ指定席（NHK）
  - 流人天国（1961年）
  - 僕は歌わない（1963年）
  - むかい風（1963年）
  - 獣に生きる（1963年）
- シャープ火曜劇場（CX）
  - 第3回「哀愁日記」（1961年）
  - 第36回「きずな」（1962年）
- 講談ドラマ / 遠山の金さん（1962年、NHK）
- 髙島屋バラ劇場 / 風立ちぬ（1962年、TBS）
- 人生の四季 第41回「しっぺがえし」（1962年、NTV）
- 近鉄金曜劇場 / ヘチマくん（1962年、TBS）
- 純愛シリーズ 第70回「星空」（1962年、TBS）
- 判決 第4話「兄の日記」（1962年、NET）
- 松本清張シリーズ・黒の組曲 第43回「失敗」（1963年、NHK） - 島田刑事
- 短い短い物語 第88回「夏の葬列」（1963年、NET）
- 木下恵介アワー / 喜びも悲しみも幾歳月（1965年、TBS） - 安乗崎灯台台長